# گادینگ ساری
گادینگ ساری (به انگلیسی: Gading Sari) یک شرکت هواپیمایی با کد یاتا 3G است. دفتر مرکزی گادینگ ساری در مالزی واقع شده‌است و قطب این شرکت هواپیمایی در فرودگاه بین‌المللی کوالالامپور قرار دارد.